# Rhynchosia cooperi
Rhynchosia cooperi är en ärtväxtart som först beskrevs av Baker f., och fick sitt nu gällande namn av Burtt Davy. Rhynchosia cooperi ingår i släktet Rhynchosia och familjen ärtväxter. Inga underarter finns listade i Catalogue of Life.